# U-17-Fußball-Südamerikameisterschaft 1999
Die U-17-Fußball-Südamerikameisterschaft 1999 fand 1999 in Uruguay statt.
Ausgetragen wurden die Begegnungen zur Ermittlung des Turniersiegers in den Städten Maldonado, Rivera und Montevideo. Gespielt wurde in zwei Gruppen à fünf Mannschaften mit zwei anschließenden Halbfinals sowie dem Finale und dem Spiel um den dritten Platz. Es nahmen am Turnier die Nationalmannschaften Argentiniens, Boliviens, Brasiliens, Chiles, Ecuadors, Kolumbiens, Paraguays, Perus, Uruguays und Venezuelas teil. Aus der Veranstaltung ging die U-17 Brasiliens mit einem 5:0-Finalsieg über Paraguay als Sieger hervor. Die Plätze zwei bis vier belegten die Nationalteams aus Paraguay, Uruguay und Argentinien. Torschützenkönig wurde mit fünf erzielten Treffern der Brasilianer Rodrigo de Souza Cardoso.
Brasilien, Paraguay und Uruguay als die drei nach Abschluss des Turniers bestplatzierten Auswahlmannschaften qualifizierten sich für die U-17-Weltmeisterschaft 1999 in Neuseeland.